# 프랑크 부아댕
프랑크 부아댕(프랑스어: Franck Boidin, 1972년 8월 28일~)은 프랑스의 펜싱 선수, 지도자로 주 종목은 플뢰레이다. 1996년 하계 올림픽에서 개인전 동메달을 획득했고, 세계 선수권 대회에서 단체전 금메달 2개(1997, 2001)를 획득했다. 은퇴 후 프랑스 주니어 플뢰레 대표팀 감독을 거쳐 프랑스 여자 플뢰레 대표팀 감독을 맡았다.